# Lispocephala valida
Lispocephala valida este o specie de muște din genul Lispocephala, familia Muscidae. A fost descrisă pentru prima dată de Grimshaw în anul 1901. Conform Catalogue of Life specia Lispocephala valida nu are subspecii cunoscute.